# بان صلب
بان صلب (الاسم العلمي: Moringa robusta) هو نوع نباتي يتبع جنس البان من الفصيلة البانية.  